# مبایعه‌نامه
مبایعه نامه در فقه و قانون مدنی عبارت است از بیع نامه یا قراردادی که در آن بیع واقع شده‌است. منظور از بیع، دادن مالی است به عوض معلوم یا به عبارتی بیع نامه قراردادی است در رابطه با خرید و فروش مالی بین خریدار و فروشنده که در مقابل دادن مال باید پول یا عوض دیگری پرداخت شود.

## شرایط تنظیم مبایعه نامه
۱–مشخصات کامل و دقیق طرفین قرارداد با نشانی اقامتگاه آنان و همچنین احراز هویت طرفین قرارداد و صلاحیت آنان برای عقد قرارداد (مانند مالک بودن فروشنده)
۲– ذکر دقیق ثمن و بهای مورد معامله (مبیع).
۳–زمان قرارداد؛ هر قراردادی باید یک زمان معین و مشخص شده داشته باشد یعنی زمان و تاریخ انتقال سند (در صورتی‌که مبیع مانند خانه یا اتومبیل دارای سند قابل انتقال در دفتر اسناد رسمی باشد) و زمان قبض مبیع (تحویل مورد معامله به خریدار) در آن تصریح شده باشد.
۴– عاقل و بالغ بودن طرفین قرارداد.
1. قصد طرفین قرارداد به انجام بیع (صوری بودن بیع مانع از انعقاد آن است)، آزادانه و آگاهانه بودن معامله و آشنایی اجمالی طرفین قرارداد به قوانین مربوط به موضوع قرارداد مثلاً شرایط فسخ و اقاله قرارداد.
2. حضور دو نفر شاهد جهت امضای ذیل قرارداد.
3. تنظیم قرارداد در دونسخه و در صورت نیاز سه نسخه جهت در اختیار فرد سوم قراردادن مانند مشاور املاک (که فرد سوم در قرارداد ذکر شده)